# Margit Elek
Margit Elek (Budapest, 5 ottobre 1910 – Budapest, 4 febbraio 1986) è stata una schermitrice ungherese, vincitrice di otto medaglie d'oro, quattro d'argento ed una di bronzo ai campionati mondiali di scherma.